# Jean d'Épinay
Jean d'Épinay (né en 1644 à Agra en Inde et mort vers 1720 à Surate en Inde) est un officier de marine français puis conseiller des Indes à Surate et à Pondichéry.

## Biographie
Baptisé à Paris, paroisse Saint-Eustache, en 1644, il est le fils d'un nommé Jean d'Épinay qui alla chercher fortune à Madagascar lors de l'expédition organisée par Colbert en 1664 pour la colonisation de cette île et qui devint procureur général du Conseil des Indes orientales à Madagascar puis en 1675, ambassadeur de France près le Grand-Mogol, à Surate. On ignore le nom de l'épouse de ce dernier.
Arrivé à l'île Dauphine (actuelle Madagascar) en 1665, il s'y distingua sous les ordres du capitaine Kergariou qu'il suivit en Indes en 1671. Il devint plus tard conseiller à Surate puis à Pondichéry. Il épousa à Surate Isabelle de Castro d'où postérité.